# Patrocínio Ribeiro
Patrocínio Ribeiro (Ericeira, 9 de julho de 1882 - Lisboa, 2 de dezembro de 1923), também conhecido por José do Patrocínio Ribeiro, foi um escritor e intelectual que colaborou em vários periódicos (nacionais e regionais) e escreveu diversas obras de carácter literário e historiográfico, tendo também deixado alguns textos inéditos (hoje, infelizmente, irremediavelmente perdidos).

## Vida
Patrocínio Ribeiro, natural da Ericeira, era ﬁlho de Manuel Roberto, oﬁcial da Marinha Mercante, e de Isabel da Conceição Ribeiro. Por ter ficado órfão de pai, fez os seus estudos na Casa Pia de Lisboa. A expensas da Casa Pia fez o curso de desenhador. Quando acabou o curso esteve empregado como desenhador das Obras Públicas. Deixou o emprego e assentou praça como voluntário no Exército, onde obteve rapidamente o posto de 2.º Sargento. Muito culto e inteligente, serviu sempre, no Exército, cargos de Secretaria. Esteve muitos anos em Mafra, onde foi encarregado da Biblioteca da Escola Prática de Infantaria. Fez serviço de secretaria no Ministério da Guerra e Quartel-general. Aquando da I Grande Guerra ofereceu-se para ir para África, e para ali embarcou, com o Regimento de Infantaria 17. Vítima ali de um desastre que lhe fracturou uma perna, regressou à Metrópole, sendo reformado. Foi  depois amanuense da Comissão do Museu da I Grande Guerra. Dissolvida esta Comissão, passou a ser empregado numa das principais livrarias de Lisboa, encarregado da secção estrangeira, lugar que lhe foi obtido pelo Dr. Júlio Dantas, que muito apreciava Patrocínio Ribeiro.
Foi sócio correspondente da Academia das Ciências de Portugal e sócio da Associação dos Arqueólogos Portugueses. Foi inspector das bibliotecas, bibliotecário da Escola Prática de Infantaria (Mafra). Era escriturário, ajudante de arquivista, na Câmara Municipal de Lisboa à data do seu falecimento.
Os amigos descrevem-no como sendo de compleição fraca e mediana estatura, a cor morena o nariz aquilino, formando uma curva com o prolongamento da testa, os olhos pequenos e perscrutadores de míope, sob o largo supercílio negro e cerrado; na boca um permanente e leve sorriso de amarga ironia e o inseparável cigarro.
Patrocínio Ribeiro foi o primeiro autor a defender a tese sobre Cristovão Colombo português através de um opúsculo publicado pela Academia das Ciências de Portugal, intitulado "O Carácter Misterioso de Colombo e o problema da sua Nacionalidade" (1916). É póstuma a sua monografia (1927) sobre o assunto: A nacionalidade portuguesa de Cristovam Colombo. Solução do debatidissimo problema da sua verdadeira naturalidade, pela decifração definitiva da firma hieroglífica (...).
Encontra-se um artigo da sua autoria na revista "Atlântida", nomeadamente, "O autor oculto do Chrisfal" (1917) .. Para além do estudo literário sobre "O Autor Oculto do Crisfal", destacam-se igualmente dois estudos literários, estes, publicados pela Academia de Ciências de Portugal: "A verdadeira Célia de Sá de Miranda" (1915), e "A bem-amada de Bernardim Ribeiro e as personagens secundárias da Menina e Moça" (1916).
O único exemplar que se conhece de «Onomotografia: Álbum Isográfico» , encontra-se no Arquivo-Museu da Santa Casa da Misericórdia da Vila da Ericeira.
Deixou incompleto "O Rei da Ericeira", seu primeiro projecto de novela sobre a tragédia de Mateus Álvares, o Rei da Ericeira, um de os falsos D. Sebastião, publicado no jornal "O Correio de Mafra", entre 19 de Dezembro de 1901 e 29 de Maio de 1902. O texto foi publicado, nos nossos dias, em duas fontes bibliográficas..
Postumamente, para além da monografia sobre Cristóvão Colombo (1927), foi publicado por Júlio Dantas, em 1932, e 1933, um trabalho de catalogação realizado por Patrocínio Ribeiro..
Há uma carta de Patrocínio Ribeiro a Jaime Lobo e Silva, datada de 15 de Julho de 1911, cujo original se encontra no Arquivo-Museu da Santa Casa da Misericórdia da Vila da Ericeira. O assunto mais importante da referida carta é o de um possível inquérito, na Ericeira, a realizar de futuro, sobre o embarque da Família Real para o exílio, na praia dos pescadores da Ericeira, a 5 de Outubro de 1910.  A carta foi publicada parcialmente..
Na Biblioteca Nacional encontra-se uma recolha policopiada daquilo que será a versão integral da sua poesia, à época dispersa pela imprensa nacional e local.
No artigo de Joaquim Marrão, existe uma nota de rodapé de Manuel J. Gandra com bibliografia de Patrocínio Ribeiro na imprensa da época, nomeadamente nos jornais "O Correio de Mafra" (1901-1903; 1905), e "Semana de Mafra" (1905-1906), bem como na Ilustração Portuguesa.
O seu nome também consta na lista de colaboradores da revista  Terra portuguesa  (1916-1927).

## Obra Publicada e Obra Perdida
- «Chrisfal», Apontamentos diversos (Inédito)
- «O auctor oculto do Chrisfal» (publicado)
- «Menina e Moça», célebre novela portuguesa do século XVI, interpretada por Patrocínio Ribeiro, (Inédito)
- «O amôr lésbio através dos seculos» (Inédito)
- «Onomotografia» assignaturas (impresso)
- «Favo de Amôr», contos com um prefácio de Júlio Dantas (Inédito)
- «O Sol de Africa», contos (Inédito)
- «A conjura dos sargentos» (Inédito)
- «Antologia dos Poetas Brasileiros» (Inédito)
- «A bem-amada de Bernardim Ribeiro» (lmpresso)
- «A Morosidade elaborativa de Gustavo Flaubert» (Impresso)
- «A verdadeira Célia de Sá de Miranda» (Impresso)
- «Eduardo Metzner», estudo biográfico (Inédito)
- «Dicionario dos termos obscenos», coligidos em linguagem popular do nosso tempo por * * * (Inédito)
- «Colombo» (apontamentos vários)
- «A nacionalidade Portugueza de Colombo» (publicado no Jornal da Europa)
- «Rocal de Vidrilhos», versos (Inédito)
- «Musa Ironica», versos escolhidos. Com um prefácio de Abel Botelho (Inédito)